# Lomanotus stauberi
Lomanotus stauberi är en snäckart som beskrevs av K. B. Clark och Goetzfried 1976. Lomanotus stauberi ingår i släktet Lomanotus och familjen Lomanotidae. Inga underarter finns listade i Catalogue of Life.